# 車範根
車範根（1953年5月22日—）曾是大韓民國有名的鋒線選手，他被歐洲媒體稱為亞洲最佳球員之一，他也被認為是世界最佳足球員之一。他被國際足球史料與數據協會評選為20世紀亞洲最佳球員。他在85-86賽季是德甲的最有價值球員，直到1999年為止他都是德甲外國球員入球紀錄保持者。
德國的球迷一直沒辦法正確說出他名字的發音，所以球迷都以炸彈車（Cha Boom）稱呼他。這也代表了他強大的禁區得分能力。

## 早期生涯
車範根生於大韓民國京畿道的華城市，他在1971年於南韓空軍俱樂部開始了他的足球员生涯；同年他入選了南韓19歲以下國家足球隊(U-19)。隔年他就加入了南韓國家足球隊，他是有史以來加入國家隊最年輕的球員。

## 征戰歐陸
車範根在27歲時前往德國發展，他在1978年12月加入了达姆施塔特，不過他在那裡只待了不到一年就轉到當時的德甲巨人法蘭克福。車範根很快在新球會立足，他幫助球隊贏得79-80賽季的歐洲足協盃。在那個賽季過後，他成為德甲薪水第三高的球員，不過在1981年對上的一場比賽上，他的膝蓋嚴重受傷，幾乎毀了他的足球生涯。
在1983年車範根轉投；他在這取得很高的成就，他成為85-86賽季德甲的最有價值球員，並且在1988年幫助球隊拿下歐洲足協盃，也是他個人第二個歐洲足協盃。他在決賽對壘扮演追平比分的關鍵角色，而球會才在大戰上勝出。
車範根在1989年退休，他在308場的德甲比賽中進了98球，一度是德甲外國球員的進球紀錄。

## 世界盃表現
車範根是韓國國家足球隊晉級1986年世界盃決賽圈的成员之一，當時是1986年墨西哥世界盃。他們輸給了義大利(2-3)和阿根廷(1-3)，對保加利亞則是打平(1-1)。車範根回首當年說：「我們雖然沒有達成世界盃決賽圈首勝，但我並不失望，我們很努力的和世界強隊比賽，其中還包括當屆冠軍阿根廷。」

## 執教生涯
車範根在1991年-1994年執教韓國足球甲級聯賽(K聯賽)的蔚山現代。他之後在1997年1月接下韓國國家隊教練一職，他帶領國家隊闖進1998法國世界盃，不過在小組賽上以5-0懸殊比分負於荷蘭讓他失去教練一職。他事後批評因為南韓足協給球員獎勵不足以及職業聯賽僵化才會有這般下場；而另一方面《月刊朝鮮》卻揭發他在K聯賽涉嫌比賽造假，韓國足協於是處分車範根5年禁止在韓國執教球隊。車範根於是他便帶著妻子離開韓國。
由于1997年崔殷泽在延边敖东队执教取得成功，中国足坛掀起“韩流”，車範根也在1998年夏季开始執教中國足球甲A联赛球队深圳平安，他在球队执教18個月，先后率领球队在1998赛季和1999赛季保级成功。之后他回到韓國，在韓國電視台文化放送擔任評述员。他在2003年重返教練職位，擔任南韓足球甲級聯賽水原三星的教練。水原三星在04年拿下聯賽冠軍，據車範根表示，這比當年拿下歐洲足協杯還令他高興。
2010年6月，車範根正式卸任水原三星主教练一职。車範根执教水原的六年半期间，他总共带领水原241场比赛，取得102胜69平70负的成绩，并拿到两次联赛冠军、两次联赛杯冠军以及一次足协杯冠军，成绩斐然。

## 家人
車斗里是車範根的兒子，他跟隨父親的腳步，曾在德甲的和德乙的TuS科布倫斯效力，2009年起效力德甲球隊。他也是韓國國家足球隊的主力球員，但與其父不同的是，車斗里在職業生涯中從前鋒逐步轉型為邊後衛。車斗里已於2015年退休，現為韓國國家足球隊助理教練。

## 綜藝節目
- 2014年6月8日：SBS《Running Man》EP.199 特別出演
- 2014年6月15日：SBS《Running Man》EP.200 with 朴智星、鄭大世（特別出演）

## 外部連結
- 世界盃官網對車範根介紹 （页面存档备份，存于）